# Andrij Seweryn
Andrij Wasylowycz Seweryn, ukr. Андрій Васильович Северин, ros. Андрей Васильевич Северин, Andriej Wasiljewicz Siewierin (ur. 7 września 1964 w Połtawie, zm. 12 stycznia 2017 tamże) – ukraiński piłkarz, grający na pozycji obrońcy lub napastnika, trener piłkarski.

## Kariera piłkarska

### Kariera klubowa
W 1982 rozpoczął karierę piłkarską w drużynie Kołos Połtawa. W 1983 przeszedł do Zirki Łubnie. Potem powrócił do połtawskiego klubu, który już nazywał się Worskła Połtawa. W 1991 bronił barw FK Petriwci. W 1994 zakończył karierę piłkarza w składzie Worskły.

## Kariera trenerska
Jeszcze będąc piłkarzem rozpoczął karierę szkoleniowca. W 1991 łączył funkcje trenerskie i piłkarskie w FK Petriwci. Potem trenował zespoły Ełektron Romny i Wuhłyk Dymytrow. Przez dłuższy czas pracował jako dyrektor sekcji skautów Worskły Połtawa. W 2008 dołączył do sztabu szkoleniowego Stali Dnieprodzierżyńsk, a 14 sierpnia 2008 został mianowany na stanowisko głównego trenera klubu, którym kierował do końca 2008. 12 kwietnia 2009 ponownie stał na czele Stali, ale 6 września 2009 podał się do dymisji.